# Smart Logistic Group
SLG — крупнейшая в России логистическая компания, которая предоставляет логистические и таможенные услуги.

## История и деятельность компании
2007 год, июль. Акционеры ЗАО «Корпорация „ЕМСТС“ Владимир Елин и Владимир Афанасенко объявляют о запуске нового сетевого логистического проекта „Smart Logistic Group“.
„SLG“ создает комплексную логистическую систему, которая свяжет производителей и потребителей России, Европы, стран Юго-Восточной Азии и Северной Америки..
SLG — один из логистических операторов, предоставляющий логистические сервисы класса А.
SLG уже несколько лет является победителем и лауреатом рейтинга „Логистический оператор России“..

## Проекты
SLG активно участвует в развитии российской логистики. Компания поддерживает интернет-ресурс проект „Великий Шелковый путь“ в создании комплексной системы логистической связи производителей России, Европы и стран Юго-Восточной Азии и Северной Америки с конечными потребителями на территории Российской Федерации». Также компания принимает участие в развитии интернет-проекта «Виртуальная таможня».
Региональные логистические проекты:
- ПЛК «SLG-Домодедово»
- ПЛК «SLG-Предпортовый»
- ПЛК «SLG-СПБ»
- ПЛК "SLG-Екатеринбург
- ПЛК «SLG-Сибирь»
- ПЛК «SLG-Волгоград»
- ПЛК «SLG-Казань»